# Gnamptogenys haenschi
Gnamptogenys haenschi is een mierensoort uit de onderfamilie van de Ectatomminae. De wetenschappelijke naam van de soort is voor het eerst geldig gepubliceerd in 1902 door Emery.